# Мајкл Ален Сингер
Мајкл Ален Сингер (енгл. Michael Alan Singer; рођен 6. маја 1947) је амерички писац, новинар, мотивациони говорник и бивши програмер софтвера. Две његове књиге, The Untethered Soul (2007) and The Surrender Experiment (2015), биле су бестселери Њујорк Тајмса. Сингер је дипломирао на Универзитету Флорида 1971. године са магистарском дипломом из економије, а док је похађао универзитет, Сингер је доживео духовно буђење и отишао у изолацију да би се фокусирао на медитацију и јогу. Ово искуство га је инспирисало да 1975. године оснује Храм Универзума, центар за медитацију отворен за мушкарце и жене свих веровања и религија који траже унутрашњи мир.
Сингер је такође укључен у индустрију медицинског софтвера. Помогао је да се формира Medical Manager Corporation, која је продавала софтвер који је помагао лекарима да дигитализују своју медицинску документацију. 2000. године, медицински менаџер је добио признање Смитсоновског института за своја достигнућа у информационој технологији. Сингер је наставио свој рад на софтверским стратегијама за лекаре у WebMD-у, где је остао као извршни потпредседник, стратег за софтвер лекара, шеф истраживања и развоја и главни софтверски архитекта WebMD Practice Services. Дао је оставку 2005. године и фокусирао се на писање.

## Публикације
- The Search for Truth (1974)
- Three Essays on Universal Law (1975)
- The Untethered Soul (2007)
- The Surrender Experiment (2015)